# Bee and The Whales
『Bee and The Whales』（ビー・アンド・ザ・ホエールズ）は、日本のロックバンド・Galileo Galileiのスタジオ・アルバム。2023年5月31日にリリースされた。発売元はOuchi Daisuki Club Records。

## 背景
4thアルバム『Sea and The Darkness』以来約7年ぶりにリリースされた活動再開後初のオリジナルフルアルバム。
本作からは、前作まで在籍していたSME Recordsを離れ、自主レーベルであるOuchi Daisuki Club Recordsからのリリースとなっており、ユニバーサル ミュージック グループ傘下のVirgin Music Label & Artist Servicesに流通を委託している。
2023年5月17日に、本作の発売に先駆けて収録曲「色彩」が先行配信された。
5月22日に、『FM802 TACTY IN THE MORNING』にて「I Like You」が、5月23日に、『FM NORTH WAVE The Floor ふろあがりレディオ』にて「ピーターへ愛を込めて」が初オンエアされた。

## 収録内容
| 全作詞・作曲: 尾崎雄貴、全編曲: Galileo Galilei。 |                          |          |            |      |
| #                                                 | タイトル                 | 作詞     | 作曲・編曲 | 時間 |
| 1.                                                | 「ヘイヘイ」             | 尾崎雄貴 | 尾崎雄貴   | 3:08 |
| 2.                                                | 「死んでくれ」           | 尾崎雄貴 | 尾崎雄貴   | 3:27 |
| 3.                                                | 「色彩」                 | 尾崎雄貴 | 尾崎雄貴   | 4:11 |
| 4.                                                | 「ノーキャスト」         | 尾崎雄貴 | 尾崎雄貴   | 3:34 |
| 5.                                                | 「ピーターへ愛を込めて」 | 尾崎雄貴 | 尾崎雄貴   | 3:57 |
| 6.                                                | 「ファーザー」           | 尾崎雄貴 | 尾崎雄貴   | 3:42 |
| 7.                                                | 「I Like You」           | 尾崎雄貴 | 尾崎雄貴   | 4:20 |
| 8.                                                | 「汐」                   | 尾崎雄貴 | 尾崎雄貴   | 4:34 |
| 9.                                                | 「君の季節」             | 尾崎雄貴 | 尾崎雄貴   | 4:20 |
| 10.                                               | 「愛なき世界」           | 尾崎雄貴 | 尾崎雄貴   | 4:11 |
| 11.                                               | 「Bee and The Whales」   | 尾崎雄貴 | 尾崎雄貴   | 2:37 |
| 12.                                               | 「ギターバッグ」         | 尾崎雄貴 | 尾崎雄貴   | 5:00 |
| 13.                                               | 「花束と水晶」           | 尾崎雄貴 | 尾崎雄貴   | 4:02 |
| 14.                                               | 「あそぼ」               | 尾崎雄貴 | 尾崎雄貴   | 4:12 |
| 合計時間:                                         | 合計時間:                | 55:15    |            |      |

## 演奏
- Mei Takahashi (LAUSBUB)：Chorus (#2.5.7.9.13)
- HINATAYA：Chorus (#10.14)

## タイアップ
| 年     | 楽曲 | タイアップ                                                 |
| ------ | ---- | ---------------------------------------------------------- |
| 2023年 | 色彩 | HBC北海道放送「夜のブラキタ」2023年5月度エンディングテーマ |